# Juan José Saer
Juan José Saer (Serodino, 28 de junio de 1937-París, 11 de junio de 2005) fue un escritor argentino, considerado uno de los más importantes de la literatura argentina, la latinoamericana y la escrita en español del siglo XX. Su obra está compuesta de doce novelas, cinco libros de cuentos, cuatro de ensayos y un poemario, además de cuatro volúmenes de textos inéditos.
Martín Kohan lo llamó «el escritor más relevante de Argentina después de Borges», Beatriz Sarlo lo consideró «el gran escritor de la segunda mitad del siglo XX argentino», y Ricardo Piglia lo nombró, junto a Manuel Puig y Rodolfo Walsh, como «uno de los tres exponentes de la vanguardia postborgiana».
En 2007, la revista colombiana Semana confeccionó una lista de las 100 mejores novelas de la lengua española de los últimos 25 años, donde sus novelas El entenado (1983), La grande (2005) y Glosa (1986) fueron seleccionadas. Además, fue traducido a los idiomas francés, inglés, alemán, italiano, portugués, neerlandés, sueco, griego, checo, japonés, hebreo, noruego y rumano.

## Biografía

### Primeros años y publicaciones
Juan José Saer nació el 28 de junio del año 1937 en la ciudad de Serodino, provincia de Santa Fe, Argentina, como hijo de inmigrantes sirios. Su padre fue comerciante de un almacén de ramos generales. En 1948, se trasladó junto a su familia a la capital de la provincia, Santa Fe, donde concluyó su educación, se desempeñó como periodista y entabló contacto con los poetas Hugo Gola y Juan L. Ortiz, quienes influyeron en su escritura.
En 1960, publicó su primer libro de cuentos, En la zona, de influencias borgeanas. En 1962, se trasladó al barrio de Colastiné Norte, donde escribió sus dos primeras novelas, Responso (1964) y La vuelta completa (1966), y los libros de cuentos Palo y hueso (1965) y Unidad de lugar (1967).
Entre 1960 y 1967, impartió clases de Historia del Cine y Crítica y Estética Cinematográfica en el Instituto de Cinematografía de la Universidad Nacional del Litoral. Además de ese oficio, escribió los guiones cinematográficos de las películas Palo y hueso (1968), dirigida por Nicolás Sarquis y basada en su cuento homónimo, y Las veredas de Saturno (1985), del cineasta argentino Hugo Santiago.
En 1968, después de que obtuvo una beca de la Alianza Francesa, se trasladó a París, donde dictó clases de Literatura en la Universidad de Rennes desde ese año hasta su retiro en el 2002. Allí, además, conoció a Laurence Gueguen, quien fue su segunda esposa y madre de su primera hija, Clara, que nació en 1980.

### Madurez literaria y consagración
Saer comenzó su madurez y consagración literaria en la capital francesa. En 1969, publicó su tercera novela, Cicatrices, que es considerada por la crítica como su primera novela madura. Un año después, en 1970, nació su primer hijo, Jerónimo, quien se destacó como músico y cineasta y que falleció en el 2015. En 1974, después de trabajar en ella durante nueve años, publicó la que se considera su novela más radical y compleja, El limonero real. En 1976, publicó su cuarto libro de cuentos, La mayor, y, en 1977, su único poemario, El arte de narrar, que reeditó en 1988 y en el año 2000.
En 1980, publicó Nadie nada nunca, novela policial que escribió durante cuatro años y que definió como una de sus novelas «más experimentales». Con ella, obtuvo el reconocimiento de la crítica, convirtiéndose así en uno de los escritores más destacados de la literatura en español.
En sus siguientes novelas, Saer se distanció de la experimentación formal y regresó a un tipo de narración más convencional. De esta forna, en 1983 publicó El entenado, novela histórica acerca de la conquista de América, y, en 1985, Glosa, considerada por algunos como su mejor novela, y que el escritor consideraba su favorita. Según declaró, «es el libro que más se parece a lo que quería hacer».
En 1987, publicó La ocasión, segunda de sus novelas históricas, situada en el siglo XIX, con la que obtuvo el Premio Nadal en el año de su publicación. En 1992, publicó Lo imborrable, que retoma personajes de sus novelas anteriores. En 1991, publicó El río sin orillas, texto híbrido entre ficción, ensayo e historia sobre el Río de la Plata.
En 1994, retomó el género policial con La pesquisa. En 1997, publicó Las nubes, acerca de un manuscrito que encuentran los protagonistas de la novela anterior. Ese mismo año, publicó el libro de ensayos El concepto de ficción, y, en 1999, La narración-objeto, de temática similar.

### Últimos años y fallecimiento

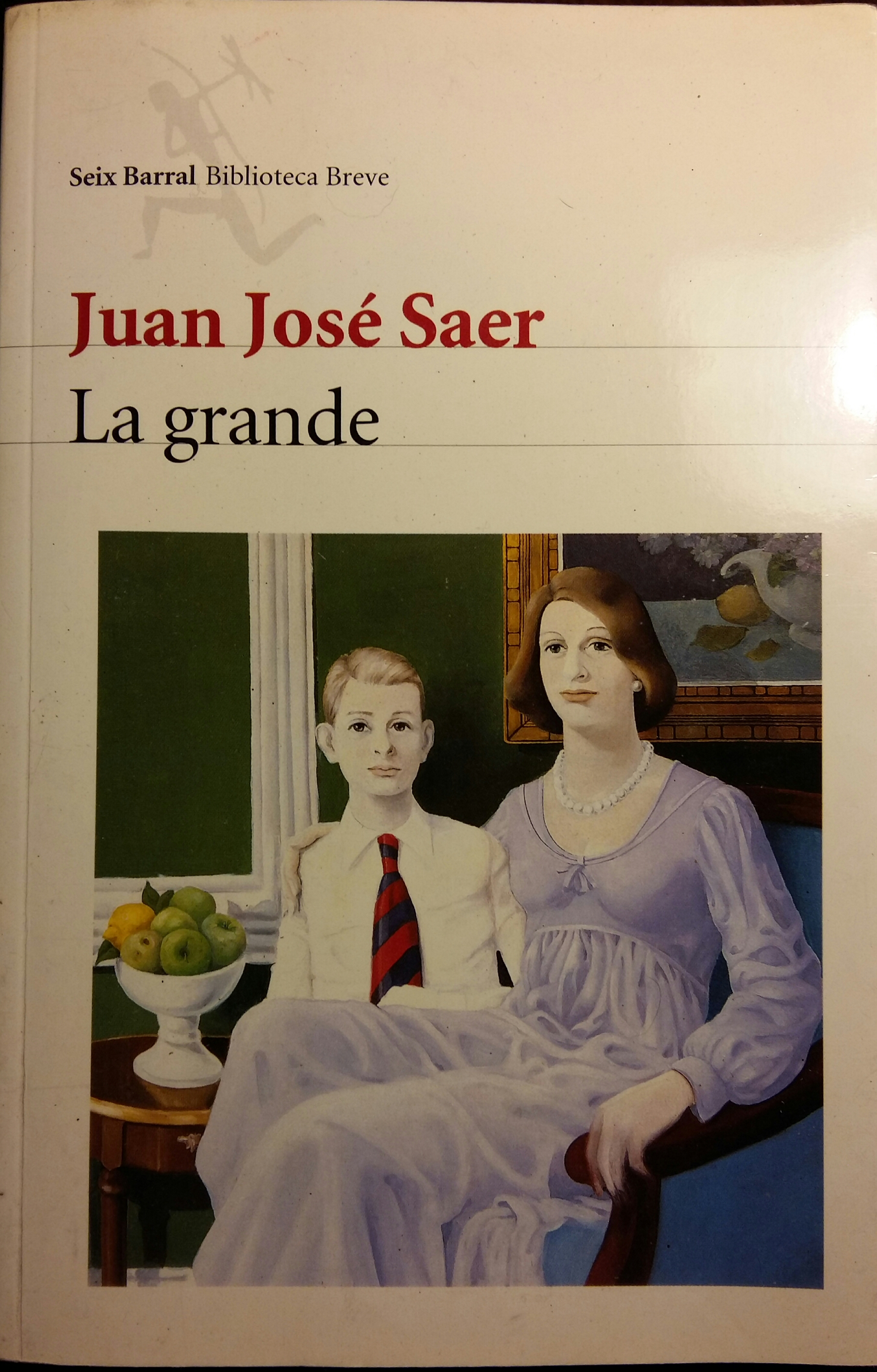
Portada de la primera edición de La grande, la última novela del autor.

En el 2000, el escritor publicó Lugar, su quinto y último libro de cuentos. En el 2001, la editorial Seix Barral publicó sus Cuentos completos. En el 2004, recibió el Premio Konex de Platino en la categoría de Novela por el quinquenio comprendido entre 1994 y 1998.
Saer falleció el 11 de junio del 2005 a causa de un cáncer de pulmón en la ciudad de París, donde fue sepultado en el cementerio del Père Lachaise. Al momento de su muerte, tenía 67 años y se encontraba escribiendo los últimos capítulos de su última y más extensa novela, La grande, que fue publicada por Seix Barral en el 2005 junto con Trabajos, una colección de artículos literarios suyos aparecidos en diferentes diarios y revistas que ya tenía preparada para su publicación.
Entre 2012 y 2015, Seix Barral publicó en cuatro volúmenes una colección de textos inconclusos del escritor bajo el título de Borradores inéditos: los primeros dos, de borradores y notas, el tercero, de poemas, y el cuarto, de ensayos. Según su editor, Alberto Díaz, con ellos quedó publicada su obra completa.
En febrero de 2019, el municipio de Serodino, en colaboración con la provincia de Santa Fe, comenzó el trabajo de recuperar su casa natal para convertirla en un centro cultural.

## Estilo e influencias
Junto con Juan Carlos Onetti, Saer es el escritor rioplatense que más evidencia dentro de su obra la influencia del escritor estadounidense William Faulkner, en especial por la recurrencia de un grupo de personajes (Carlos Tomatis, Pichón Garay, Ángel Leto, Washington Noriega y el Matemático, entre otros) en un espacio determinado (la ciudad de Santa Fe). Asimismo, el escritor toma del estadounidense la prosa trabajada, de oraciones largas, y el trabajo con los puntos de vista, combinándola con detalladas descripciones de los espacios y la acción narrativa. La fijación en los elementos del paisaje y el espacio del Litoral es también influencia de sus lecturas poéticas, sobre todo de Juan L. Ortiz, a quien el escritor santafesino consideraba «el más grande poeta argentino del siglo XX».

## Sinopsis
La siguiente lista contiene una breve sinopsis de cada uno de sus libros: 
- En la zona (1960): primer libro de cuentos del autor, su influencia más importante es la del Jorge Luis Borges.[37] En él se retratan personajes característicos de la fase «criollista» del escritor argentino a escala santafeina, y en el último de sus textos, «Algo se aproxima», se anuncia el programa literario del resto de su obra.[1][37]
- Responso (1964): primera novela editada de la serie. Un bautismo de fuego bastante bien logrado, con un trabajo narrativo más bien clásico.
- Palo y hueso (1965): este segundo volumen de cuentos sigue todavía como laboratorio en la búsqueda de la forma propia. Un cuento, Por la vuelta, anticipa su segunda novela.
- La vuelta completa (1966): escrita entre 1961 y 1963, es la primera novela del autor y la segunda más extensa después de La grande. De filiación existencialista, a pesar de sus defectos de composición ya se percibe el estilo más tarde desarrollado por Saer en el trabajo con el tiempo y los puntos de vista de los dos narradores, que alcanzaría su punto más radical en El limonero real y Nadie nada nunca. Primera aparición del elenco estable de varias de sus novelas: Tomatis, Barco, Rosemberg, Rey, Leto, etc.
- Unidad de lugar (1967): primeros cuentos de madurez. Sobresale el cuento Sombras sobre vidrio esmerilado, uno de los más célebres del autor.
- Cicatrices (1969): cuatro historias narradas por cuatro protagonistas de cuatro capítulos diferentes que giran en torno a un hecho común: un obrero metalúrgico que mata a su esposa el día del trabajador. El telón de fondo de la historia lo constituye el fantasma del peronismo proscripto. La crítica la considera su primera novela madura.
- El limonero real (1974):[38] ambientada en las afueras de Santa Fe, en el pueblo isleño de Colastiné, esta novela es quizás la más radical y compleja de su obra. Saer tardó nueve años en escribirla. La anécdota es mínima: se narran los sucesos del último día del año en la vida de unos isleños. La filiación con Joyce es clara y está trabajada de manera minuciosa.
- La mayor (1976): el relato que da título al volumen es el más radical de su obra. Prosigue, hasta fines insospechados, su experimentación con la anécdota mínima y una prosa que se sostiene solo por el ritmo. Los acontecimientos se borran de la trama narrativa. Diálogo polémico-poético con Proust. Sobresale también el cuento A medio borrar, que narra la partida de Pichón Garay de la ciudad durante una inundación.
- El arte de narrar: poemas, 1960/1975 (1977): único libro de poemas de Saer. El escritor agregaría poemas nuevos en sucesivas reediciones.
- Nadie nada nunca (1980): en la estela de las dos narraciones anteriores y también ambientada en Colastiné. Trabajado juego con los puntos de vista, se narra lo mismo, una y otra vez, desde la perspectiva de distintos personajes. La dictadura militar argentina es un telón de fondo discreto de la «acción» (porque en realidad no pasa casi nada) de la novela, en un ambiente enrarecido y oprimente. Publicada sin repercusión alguna el mismo año que Respiración artificial, primera novela de Ricardo Piglia, Nadie nada nunca es una de las cimas de la experimentación saeriana con la trama narrativa.
- El entenado (1983): primera de tres novelas «históricas», no por serlo en un sentido estricto del término sino por estar situadas en un tiempo lejano al que transcurren sus otras novelas.[39] Ambientada durante la conquista de América, cuenta la historia de un grumete que convivió diez años entre los indios colastinés y regresó a Europa para escribir sus memorias.[39]
- Glosa (1986): Dos amigos, Ángel Leto y el Matemático, caminan durante veintiuna cuadras por una calle del centro de la ciudad y reconstruyen una fiesta de cumpleaños a la que ninguno de los dos asistió. Construida en relación con la estructura de El banquete de Platón, esta novela es una comedia genial sobre la memoria, el relato, el tiempo y la muerte. Algunos críticos la consideran su mejor novela, y el propio Saer la consideraba su favorita.
- La ocasión (1987). Con esta obra ganó el Premio Nadal: segunda novela ambientada en un tiempo pasado y desligada del marco principal de sus novelas, transcurre en la pampa argentina durante el siglo XIX y la protagoniza un extranjero de origen difuso que se dedica al mentalismo. Refutado por los positivistas en París, Burton quiere demostrar la inferioridad de la materia respecto del poder del espíritu. La historia de su posible locura, mezclada con su obsesión por una mujer (metáfora del fracaso de su teoría), se entreverá con la historia del nacimiento de una nación.
- El río sin orillas: tratado imaginario (1991): inclasificable obra, mezcla de ensayo, historia y novela. Su único parangón en la literatura argentina es, quizás, el Facundo de Sarmiento.
- Lo imborrable (1992): narrada por su personaje más famoso, Carlos Tomatis, esta novela es una suerte de monólogo lírico en el que se cuenta la salida de su protagonista a la vida luego de un largo período de depresión. Con el negro marco de la dictadura militar, la acción se desarrolla en 1981 y la novela constituye el cierre de una trilogía que comienza con La vuelta completa y continúa con Glosa (ambientadas las dos en el año 1961).
- La pesquisa (1994): la novela policial de Saer, esta obra tuvo un cierto éxito de ventas. De visita en la Argentina, Pichón Garay le relata a sus amigos el caso de un asesino serial que ataca a las ancianas en París.
- El concepto de ficción (1997): ensayos en los que Saer reflexiona sobre la obra de otros escritores, sobre nociones de crítica y teoría literaria y, más que nada, sobre su obsesión de siempre: la posibilidad de narrar.
- Las nubes (1997): tercera y última novela desgajada de su proyecto narrativo principal. Un manuscrito encontrado por los personajes de La pesquisa encierra la historia de una odisea por la pampa argentina protagonizada por unos enfermos mentales conducidos por un grupo de psiquiatras. Es el motivo, reincidente en la literatura argentina y en todas las literaturas, del viaje, que siempre se alegoriza para hablar sobre otros temas, en este caso retomando los tópicos de la novela anterior.
- La narración-objeto (1999): segundo libro de ensayos sobre literatura. Retoma temas y problemas ya desarrollados por Saer en El concepto de ficción, por lo que puede considerarse un complemento de aquel.
- Lugar (2000): último libro de cuentos de Saer. Este texto hubiera abierto, quizás, una nueva brecha en su recorrido narrativo, puesto que se vuelve a formas más elementales del relato y se sale del estricto marco espacial que delimitaba la narrativa saeriana. Sobresale un relato pseudo policial que es una continuación de La pesquisa.
- La grande (2005): la última novela de Saer es también la más extensa y ambiciosa. La acción transcurre a lo largo de una semana, día por día: el regreso del protagonista del cuento Tango del viudo a la ciudad, su reencuentro con su pasado y la organización de un asado en el que convergen por última vez los personajes del universo saeriano, conforman la trama de la novela. Summa literaria que cierra su ciclo novelístico, a pesar de ser un texto inconcluso.
- Trabajos (2005): artículos escritos para la prensa, con un formato breve y una gran condensación de ideas. Cierra el trabajo ensayístico de un escritor que, con mayor y con menor fortuna, se dedicó a opinar acerca de lo que más sabía: literatura.

Cuatro de sus novelas -La pesquisa, El entenado, La grande y Glosa- aparecen en diversas listas elaboradas por escritores y críticos latinoamericanos y españoles sobre grandes libros recientes en lengua española.  

### Novela
- Responso (1963)
- La vuelta completa (1966)
- Cicatrices (1969)
- El limonero real (1974)
- Nadie nada nunca (1980)
- El entenado (1983)
- Glosa (1986)
- La ocasión (1987)
- El río sin orillas (1991)
- Lo imborrable (1992)
- La pesquisa (1994)
- Las nubes (1997)
- La grande (2005)

### Cuento
- En la zona (1960)
- Palo y hueso (1965)
- Unidad de lugar (1967)
- La mayor (1976)
- Lugar (2000)

### Poesía
- El arte de narrar (1977)
- El arte de narrar :(2008)

### Ensayo
- El concepto de ficción (1997)
- La narración-objeto (1999)
- Trabajos (2005)

### Guion
- Palo y hueso (1968)
- Las veredas de Saturno (1985, en coautoría con Hugo Santiago)

### Antología
- Narraciones 1 (1983)
- Narraciones 2 (1983)
- Cuentos completos (2001)
- Papeles de trabajo. Borradores inéditos (2012)
- Papeles de trabajo II. Borradores inéditos (2013)
- Poemas. Borradores inéditos 3 (2013)
- Ensayos. Borradores inéditos 4 (2015)
- A medio borrar (2017)

## Adaptaciones cinematográficas
- Palo y hueso (1968), dirigida por Nicolás Sarquís, basada en el cuento homónimo.
- Nadie nada nunca (1988), dirigida por Raúl Beceyro, basada en la novela homónima.
- Cicatrices (2001), dirigida por Patricio Coll, basada en la novela homónima.
- Tres de corazones (2007), dirigida por Sergio Renán, basada en el cuento «El taximetrista».
- Yarará (2015), dirigida por Santiago Sarquís, basada en el cuento «El camino de la costa».
- El limonero real (2016), dirigida por Gustavo Fontán, basada en la novela homónima.